# Rebeca Maldonado Rodriguera
Rebeca Maldonado Rodriguera (México, 1962) es una filósofa mexicana, cuya línea de investigación se centra en la metafísica y la filosofía oriental.

## Biografía
Es profesora del Colegio de Filosofía de la Facultad de Filosofía y Letras de la Universidad Nacional Autónoma de México desde 1997 donde imparte las asignaturas de filosofía de la historia, metafísica I y II, problemas de metafísica y ontología. También imparte los seminarios sobre la escuela de Kioto, budismo y Martin Heidegger.
Es miembro del Sistema Nacional de Investigadores desde el 2002. También fue investigadora del Proyecto del Diccionario del español de México de El Colegio de México desde 1994 hasta 2006.
Forma parte de European Network of Japanese Philosophy, del Centro Internacional de Estudios del Nihilismo Contemporáneo y de la Cátedra Internacional de Hermenéutica Crítica coordinado por Teresa Oñate de la UNED.
Coordinó los proyectos Pensar Occidente, Ontologías del siglo XX y ontología e historia, Indagación para las vías de otra historia. Participa en el proyecto de investigación El pensamiento topológico en Japón coordinado por Raquel Bouso de la Universidad Pompeu Fabra.
Es directora de la Revista Theoría de la FFyL de la UNAM.

## Reconocimientos
Obtuvo la Medalla al Mérito Académico Alfonso Caso en el 2003, por sus estudios doctorales.

## Obras
- De la moderación. Ensayos de hermenéutica analógica, en: Analogía filosófica, 2008.
- Abismo y modernidad: ensayo sobre Nietzsche y el romanticismo, Editorial Trotta, 2011.
- Kant La razón estremecida, UNAM, 2010.
- La conciencia de la nihilidad en la poesía de contemporáneos: para una hermenéutica de la muerte en la poesía mexicana, Zacatecas: Ediciones de Medianoche, 2011.
- Metáforas del abismo itinerarios de ascenso y descenso en Nietzsche, México: Ediciones Sin Nombre, 2008.

### Como editora
- (Editora) Tránsito(s) y resistencia(s). Ontologías de la historia, UNAM-ITACA, 2017.
- (Editora) Pensar Occidente Ontologías del siglo XX, 2018, UNAM.

### Colaboraciones
- La Filosofía y su otro.
- Nihilismo y mundo actual.
- Itinerarios de nihilismo: la nada como horizonte, 2013.
- Vocación por la sombra, México, Editorial Edere, 2003.
- Perspectivas nietzscheanas, UNAM, 2003.
- Entre hermenéuticas.
- Verdad ficcional no es un oximorón: Sobre las relaciones peligrosas entre filosofía y literatura.
- Exilio y razón poética.
- El segundo Heidegger: Ecología Arte y Teología.
- Nietzsche: el desafío del pensamiento.

### Artículos destacados[5]
- Nietzsche: creación y sacrificio, en la revista Theoria de la Facultad de Filosofía y Letras de la UNAM.
- Así habló Zaratustra: una subversión de la temporalidad en revista Signos Filosóficos de la Universidad Metropolitana Iztapalapa.
- Nietzsche y Heidegger: acercamiento filosófico a los alimentos modificados genéticamente en revista Theoria de la Facultad de Filosofía y Letras de la UNAM.
- Virtudes de la hermenéutica filosófica: Un homenaje a Hans-Georg Gadamer en revista Intersticios de la Universidad Intercontinental.
- La temporalidad en el corazón de la hermenéutica, para el libro colectivo Hitos fundamentales de la hermenéutica, UNAM, 2002.
- Sobre una posible solución a la disolución de la diferencia mundo sensible y mundo inteligible en el mundo de los útiles para las Memorias del I Congreso Iberoamericano de filosofía política y ética, Universidad de Alcalá de Henares.
- Más allá del pensamiento determinante: El pensamiento reflexionante, Revista de filosofía práctica de la Universidad de Los Andes, 2003.

### Como traductora
- Hajime Tanabe. Filosofía como metanoética, Madrid: Herder, 2014.[6]